# 获嘉县
获嘉县是中國河南省新乡市下辖的一個縣，位於新鄉的西部，县境东连新乡县，南接原阳县，西与焦作市的武陟县、修武县二县接壤，北与辉县市隔大沙河相望，总面积473平方公里，总人口為39.81万人。境内有牧野之战古战场，同盟山遗址。

## 历史沿革
获嘉县始置县于西汉年间，据《中州杂俎》记载，汉元鼎六年（公元前111年）春，汉武帝驾幸豫北，走到汲县的新中乡（今新乡市西南6公里的张固城村）时，伏波將軍路博德派使者献来挑戰漢朝的南越国丞相吕嘉首級，武帝大喜，取擒获吕嘉之义，改新中乡为获嘉，升格為县，割汲县、修武两县部分属之，属河内郡。曹魏黄初年间，河内郡析置朝歌郡（郡治在今淇县），获嘉县属之。西晋初年属汲郡。前燕时期，在获嘉故城东北筑新乐城（现新乡市区）。晋末废获嘉县，北魏太和二十三年（公元499年）复置，治所移至新乐城，治今新乡县，而今获嘉县境域时属修武县。东魏时期，境域属南修武县。北齐天保七年，获嘉县治由新乐城迁至共县城（今辉县市）。北周建德七年置修武郡，治南修武县，获嘉仍治共县。
隋开皇四年（公元584年）废修武郡，获嘉县治所从共县城移到今获嘉县所在的南修武城，此为获嘉县治理今地的开始。开皇六年（公元586年），获嘉县东部、汲县西南部的部分属地合在一起，取汲之“新中乡”首尾两字“新”、“乡”作为县名置新乡县，县治所设在新乐城。开皇十六年（公元596年），又在获嘉县设置殷州，辖获嘉、新乡、共县、修武等县。大业初废殷州，大业三年改为郡、县两级，获嘉县属河内郡。唐武德四年（公元621年）复置殷州，辖获嘉、修武、共县、新乡、武陟五个县，至贞观元年（公元627年）又废，获嘉县属怀州。北宋初年属怀州，天圣四年（公元1026年）改属卫州。元朝时，获嘉隶属于中书省卫辉路。明朝时属河南布政使司卫辉府。清朝属河南省河北道卫辉府。
1914年，获嘉县划归河北道，1932年划归河南省第四行政督察区。1949年8月，获嘉县划归平原省新乡专区管辖。1952年平原省撤销，归河南省新乡专区管辖。1960年8月15日，撤销获嘉县并划归新乡市。1961年10月5日恢复获嘉县建制。1986年，新乡地区撤销，获嘉县归新乡市管辖。

## 人口
根據第七次人口普查數據，截至2020年11月1日零時，獲嘉縣常住人口398137人。

## 地理
获嘉县全境均为平原，境内河流有大狮涝河、共产主义渠、大沙河、西孟姜女河、人民胜利渠和武嘉干渠，均由西南向东北流经县境，分属黄河和海河流域。

## 行政区划
获嘉县下辖9个镇、2个乡：
城关镇、照镜镇、黄堤镇、中和镇、徐营镇、冯庄镇、亢村镇、史庄镇、太山镇、位庄乡、大新庄乡、原种场、园艺场、农场和西工区管理委员会。

## 经济
获嘉县为中原经济区新-焦-济产业带的节点城市。2019年，获嘉县完成国民生产总值153.48亿元，人均国民生产总值为37,037元。农业上，获嘉县以花木产业为特色，被国家林业局、中国花卉协会授予“中国花卉之乡”称号。获嘉县为河南省最大的百合鲜切花基地，花木产业年产值达7亿元。此外，获嘉太山大白菜、获嘉黑豆等农产品获得中国地理标志产品认证。工业方面，获嘉县产业集聚区成立于2008年，为河南省人民政府确定的首批省级产业集聚区。县产业集聚区分南北两区，北区以新材料和机械装备制造为主导产业，配套建设电商产业园；南区位于亢村镇，由获嘉县与郑州市金水区共同谋划建设，为河南省首个飞地经济示范区。

## 交通
新月铁路横贯县境，并在县城南部设获嘉站。京广铁路从县域南部的亢村镇和冯庄镇经过，设有亢村站与忠义站，不办理客运。
 菏宝高速从县域北部横穿而过，另有 234国道、 231省道、 309省道等公路干线途经。

## 文化和旅遊
获嘉境内有河南省文物保护单位同盟山、武王庙、齐州故城、明代夏言渡河词碑。同盟山为周武王在牧野之战前与各诸侯设坛誓师处。
- 武王廟
- 同盟山
- 牧誓園
- 齊州故城
- 渡河詞碑